# 原始文化
『原始文化』（げんしぶんか、Primitive Culture）は、1871年に人類学者エドワード・バーネット・タイラーにより書かれた著作である。
副題は『神話、哲学、宗教、芸術そして習慣の発展の研究』（Researches into the Development of Mythology, Philosophy, Religion, Art and Custom）である。

## 概要
タイラーは文化発展の立場から未開民族の文化を研究し、宗教の起源がアニミズムであることを論じた研究者であるが、1866年から発表してきた論文をまとめた研究が本書である。本書はタイラーの評価を高め、発表と同年にイギリス学士院会員に推薦され、1875年にはオックスフォード大学から名誉博士号が授与された。

### 内容
下記の構成
- 第1章 - 文化の科学
- 第2章 - 文化の発展
- 第3章から第4章 - 文化の残存
- 第5章から第6章 - 情緒的言語と模擬的言語
- 第7章 - 計算の技術
- 第8章から第10章 - 神話
- 第11章から第17章 - アニミズム
- 第18章 - 儀礼と儀式
- 第19章 - 結論

特にタイラーのアニミズム論は人類学における古典的な研究であり、原初から存在する人間の文化について考察したものである。
タイラーはアニミズムを霊的存在への信仰であると定義しており、宗教の一種として捉えることが可能であるとする。アニミズムによれば人間はこの世界の万物を信仰の対象とすることができ、その対象は死者、生物、無生物など際限がない。これは人間に固有の文化の起源であり、宗教的行動をとることの原始的な意味である。
万物が人間の信仰の対象となりうる理由について、タイラーは、人間は万物に霊魂が宿っていると考えているからだと考える。ある未開社会においては思想家が病気や幻想、死について、非物質的な霊魂の観念を持ち出して説明しようと試みる。このことで霊魂は霊的存在の観念に発達してアニミズムが成立し、さらには神という観念へと発達することになる。
タイラーは、このようにして確立される神は霊魂を擬人化したものであり、さらに神々の世界には階級が成立して神々は一つの神に統合されると論じる。つまりアニミズム、多神教そして一神教という発達の図式が描き出せると論じている。

## 書誌情報
- 『原始文化』 比屋根安定訳、誠信書房、1962年
- 『原始文化』 奥山倫明・奥山史亮・長谷千代子・堀雅彦訳、国書刊行会「宗教学名著選 第5・6巻」、2019年